# Nowa Synagoga w Bambergu
Nowa Synagoga w Bambergu – szósta z kolei synagoga znajdująca się w Bambergu, w Niemczech.
Synagoga została zbudowana w 2005 roku na dawnych terenach fabrycznych. Utworzono tam także centrum gminy żydowskiej. Obecnie jest jedyną czynną synagogą w mieście.